# Carl Friedrich Naumann
Carl Friedrich Naumann, född 30 maj 1797 i Dresden, död där 26 november 1873, var en tysk mineralog och geolog, son till Johann Gottlieb Naumann, far till Carl Ernst Naumann. 
Naumann gjorde 1821–1822 en geologisk resa i Norge och meddelade dennas resultat i Beiträge zur kenntniss Norwegens (två delar, 1824). Han blev professor i Freiberg 1826 i kristallografi och 1835 i geognosi, då han även fick uppdrag att utarbeta en geologisk karta över Sachsen, vilket arbete han utförde tillsammans med Bernhard von Cotta och varöver han meddelade en översikt 1845. Åren 1842–1872 var han professor i mineralogi och geognosi i Leipzig.
Bland hans arbeten märks Lehrbuch der reinen und angewandten Krystallographie (två band, 1829–1830), Elemente der Mineralogie (1846; efter Naumanns död bearbetad av Ferdinand Zirkel, 14:e upplagan 1901) och Lehrbuch der Geognosie (1850–1854; andra upplagan, ej fullt avslutad, 1858–1873, tre band).